# تقنية خاملة
التقنية الخاملة (بالإنجليزية: Calm technology)‏  هو نوع من تكنولوجيا المعلومات حيث يكون التفاعل بين التكنولوجيا والمستخدم مُصمم ليكون في البيئة المحيطة بالمستخدم بدلاً من كونهُ دائماً في مركز الاهتمام. المعلومات التي توفرها التقنية هذه يمكن أن تتحول بشكل لحظي وسلس من خاملة إلى نشطة عند الحاجة لتشد إليها انتباه المستخدم، عدا ذلك فإنها تبقى هادئة وخاملة في الهامش. قام كلاً من مارك وايزر و جون سيلي براون بوصف التقنية الخاملة على أنها التقنية التي «تقوم بإعلامنا لكنها لا تطلب كامل تركيزنا واهتمامنا.»
استخدام التقنية الخاملة  يقترن مع الحوسبة السائدة باعتبارها وسيلة للحد من غزو الأجهزة الإلكترونية لحياتنا اليومية.

## المبادئ
ليتم تصنيف تقنية معينة على أنها تقنية خاملة فلابد أن تكون ملتزمة بثلاثة مبادئ أساسية:
1. يجب أن لايكون انتباه المستخدم مشدوداً إلى هذه التقنية بحيث يجب أن تتواجد أساسا في محيط المستخدم بشكل لايتطلب انتباه المستخدم. هذا يعني أن التقنية يمكن أن تنتقل بسهولة من كونها خاملة لتصبح نشطة ومركز الاهتمام بالنسبة للمستخدم والعكس.
2. أن تزيد هذه التقنية من استخدام المستخدم للبيئة المحيطة به بحيث تخلف تجربة استخدام لطيفة ومحببة للمستخدم ولاتغرقهُ بالمعلومات.
3. أن تعطي هذه التقنية شعور بالألفة للمستخدم بما حوله، وتجعله مدركاً لما يحيط به في حاضرهِ ومستقبلهِ وحتى ماضيه.

## انظر ايضاً
- الحوسبة السائدة
- بيئة ذكية
- مارك وايزر